# Bithia immaculata
Bithia immaculata är en tvåvingeart som först beskrevs av Herting 1971.  Bithia immaculata ingår i släktet Bithia och familjen parasitflugor. Inga underarter finns listade i Catalogue of Life.